# OGAE Second Chance Contest
OGAE Second Chance Contest är en årligen återkommande internationell musiktävling. Tävlingen arrangeras av OGAE (Organisation Générale des Amateurs d'Eurovision), en internationell fanklubb till Eurovision Song Contest. 

## Tävlingen
Tävlingsbidragen är melodier som redan tävlat i de nationella uttagningarna inför Eurovision Song Contest, men inte vinnarna (i Sveriges fall Melodifestivalen). Varje nationell underförening utser sin representant som skickas till den internationella finalen. I Sverige utses representanten av OGAE Sweden (Melodifestivalklubben). Precis som i Eurovision Song Contest så är det förra årets vinnarland som arrangerar tävlingen. I Sverige arrangeras tävlingen av Melodifestivalklubben som hittills gjort det i Stockholm, Göteborg, Farsta, Växjö, Örebro och Östersund. Tävlingen ges varje år ut på DVD till OGAE-medlemmarna och omröstningen publiceras även på internet och vissa år har den även visats via webb-TV.
Tävlingen har arrangerats årligen sedan 1987 och sedan 2003 sker dessutom retrotävlingar varje år; 2003 gjordes en omröstning om 1986 års bidrag, 2004 om 1985 osv. Sverige är det mest framgångsrika landet med sina arton vinster och tretton andraplaceringar.

## Vinnare

### Second Chance Contest
| År   | Värdstad & värdland            | Land                       | Artist             | Sång                          | Poäng | Svensk representant                                  |
| ---- | ------------------------------ | -------------------------- | ------------------ | ----------------------------- | ----- | ---------------------------------------------------- |
| 2024 | Borås, Sverige                 | Italien                    | Annalisa           | "Sinceramente"                | 364   | Jacqline – "Effortless" (2:a)                        |
| 2023 | Eskilstuna, Sverige            | Sverige                    | Marcus & Martinus  | "Air"                         | 322   |                                                      |
| 2022 | Oslo, Norge                    | Sverige                    | Medina             | "In i dimman"                 | 314   |                                                      |
| 2021 | Stockholm, Sverige             | Norge                      | KEiiNO             | "Monument"                    | 441   | Eric Saade – "Every Minute" (2:a)                    |
| 2020 | Paris/Lille/Limoges, Frankrike | Sverige                    | Anna Bergendahl    | "Kingdom Come"                | 344   |                                                      |
| 2019 | Udine, Italien                 | Frankrike                  | Seemone            | "Tous les deux"               | 294   | Anna Bergendahl – "Ashes to Ashes" (3:e)             |
| 2018 | Eskilstuna, Sverige            | Italien                    | Annalisa           | "Il mondo prima di te"        | 350   | John Lundvik – "My Turn" (6:e)                       |
| 2017 | Warszawa, Polen                | Sverige                    | Mariette           | "A Million Years"             | 329   |                                                      |
| 2016 | Siena, Italien                 | Polen                      | Margaret           | "Cool Me Down"                | 227   | Wiktoria – "Save Me" (2:a)                           |
| 2015 | Stockholm, Sverige             | Italien                    | Nek                | "Fatti avanti amore"          | 305   | Mariette – "Don’t Stop Believing" (2:a)              |
| 2014 | Oslo, Norge                    | Sverige                    | Helena Paparizou   | "Survivor"                    | 259   |                                                      |
| 2013 | Barcelona, Spanien             | Norge                      | Adelén             | "Bombo"                       | 151   | Yohio – "Heartbreak Hotel" (4:e)                     |
| 2012 | Johannesburg, Sydafrika        | Spanien                    | Pastora Soler      | "Tu vida es tu vida"          | 201   | Danny Saucedo – "Amazing" (2:a)                      |
| 2011 | Göteborg, Sverige              | Island (Rest of the World) | Yohanna            | "Nótt"                        | 224   | Jenny Silver – "Something in Your Eyes" (2:a)        |
| 2010 | Köpenhamn, Danmark             | Sverige                    | Timoteij           | "Kom"                         | 267   |                                                      |
| 2009 | Stockholm, Sverige             | Danmark                    | Hera Björk         | "Someday"                     | 257   | Alcazar – "Stay the Night" (2:a)                     |
| 2008 | Stockholm, Sverige             | Sverige                    | Sanna Nielsen      | "Empty Room"                  | 268   |                                                      |
| 2007 | Ljubljana, Slovenien           | Sverige                    | Måns Zelmerlöw     | "Cara Mia"                    | 252   |                                                      |
| 2006 | Stockholm, Sverige             | Slovenien                  | Saša Lendero       | "Mandoline"                   | 201   | BWO – Temple of Love" (3:e)                          |
| 2005 | Bilbao, Spanien                | Sverige                    | Alcazar            | "Alcastar"                    | 201   |                                                      |
| 2004 | Växjö, Sverige                 | Spanien                    | Davinia            | "Mi Obsesión"                 | 192   | Shirley Clamp – "Min kärlek" (2:a)                   |
| 2003 | Las Palmas, Spanien            | Sverige*                   | Alcazar            | "Not a Sinner nor a Saint"    | 215   |                                                      |
| 2002 | Stockholm, Sverige             | Spanien                    | David Bisbal       | "Corazón Latino"              | 203   | Barbados – "Världen utanför" (2:a)                   |
| 2001 | Helsingfors, Finland           | Sverige                    | Barbados           | "Allt som jag ser"            | 252   |                                                      |
| 2000 | Istanbul, Turkiet              | Finland                    | Anna Eriksson      | "Oot Voimani Mun"             | 177   | Hanna Hedlund – "Anropar försvunnen" (9:e)           |
| 1999 | Emmen, Nederländerna           | Turkiet                    | Feryal Basel       | "Unuttugumu Sandigim Anda"    | 164   | Drömhus – "Stjärna på himmelen" (6:e)                |
| 1998 | Hamburg, Tyskland              | Nederländerna              | Nurlaila           | "Alsof je bij me bent"        | 192   | Nanne Grönvall – "Avundsjuk" (2:a)                   |
| 1997 | Hannover, Tyskland             | Italien                    | Anna Oxa           | "Storie"                      | 165   | N-Mix – "Där en ängel hälsat på" (4:e)               |
| 1996 | Farsta, Sverige                | Sverige                    | Lotta Engberg      | "Juliette & Jonathan"         | 152   |                                                      |
| 1995 | Örebro, Sverige                | Sverige                    | Cecilia Vennersten | "Det vackraste"               | 129   |                                                      |
| 1994 | Oslo, Norge                    | Sverige                    | Gladys del Pilar   | "Det vackraste jag vet"       | 176   |                                                      |
| 1993 | Oslo, Norge                    | Norge                      | Merethe Trøan      | "Din egen stjerne"            | 188   | Monica Silverstrand – "Vågornas sång" (5:e)          |
| 1992 | Montabaur, Tyskland            | Norge                      | Wenche Myhre       | "Du skal få din dag i morgen" | 78    | Py Bäckman – "Långt härifrån" (8:e)                  |
| 1991 | Östersund, Sverige             | Sverige                    | Pernilla Wahlgren  | "Tvillingsjäl"                | 106   |                                                      |
| 1990 | Östersund, Sverige             | Sverige                    | Carola Häggkvist   | "Mitt i ett äventyr"          | 119   |                                                      |
| 1989 | Östersund, Sverige             | Danmark                    | Lecia Jønsson      | "Landet Camelot"              | 72    | Lili & Susie – "Okey, okey!" (2:a)                   |
| 1988 | Östersund, Sverige             | Sverige                    | Lena Philipsson    | "Om igen"                     | 63    |                                                      |
| 1987 | Huizen, Nederländerna          | Sverige                    | Arja Saijonmaa     | "Högt över havet"             | 24    | Cyndee Peters – "När morgonstjärnan brinner" (6:e)** |

- * Två bidrag slutade på samma poängantal i toppen, men Sverige vann tack vare fler tolvpoängare
- ** Detta år deltog endast Sverige, Nederländerna, Storbritannien och Norge och varje land skickade två bidrag vardera.

### Second Chance Retro
| År   | Land           | Artist                            | Sång                                 | Poäng | Svensk representant                                         |
| ---- | -------------- | --------------------------------- | ------------------------------------ | ----- | ----------------------------------------------------------- |
| 1986 | Nederländerna  | DeeDee                            | "Fata Morgana"                       | 123   | Sverige deltog ej                                           |
| 1985 | Danmark        | Trax                              | "Ved du hva' du sku'"                | 170   | Pernilla Wahlgren – Piccadilly Circus" (5:e)                |
| 1984 | Belgien        | Formule II                        | "Merci a la Vie"                     | 160   | Karin & Anders Glenmark – "Kall som is" (2:a)               |
| 1983 | Tyskland       | Ingrid Peters & July Paul         | "Viva la Mamma"                      | 204   | Kikki Danielsson – "Varför är kärleken röd?" (4:e)          |
| 1982 | Nederländerna  | Millionaires                      | "Fantasie eiland"                    | 204   | Chattanooga – "Hallå hela pressen" (8:e)                    |
| 1981 | Storbritannien | Liquid Gold                       | "Don't Panic"                        | 248   | Sweets 'n Chips – "God morgon" (2:a)                        |
| 1980 | Storbritannien | Maggie Moone                      | "Happy Everything"                   | 289   | Janne Lucas – Växeln hallå" (5:e)                           |
| 1979 | Tyskland       | Paola                             | "Vogel der Nacht"                    | 188   | Eva Dahlgren – Om jag skriver en sång" (8:e)                |
| 1978 | Storbritannien | Ronnie France                     | "Lonely Nights"                      | 226   | Kikki Danielsson, Lasse Holm & Wizex – "Miss Decibel" (5:e) |
| 1977 | Frankrike      | Patricia Lavila                   | "Vis ta vie"                         | 275   | Greta & Malou – "Åh, vilken sång" (9:e)                     |
| 1976 | Luxemburg      | Marianne Rosenberg                | "Tout peut arriver au cinéma"        | 212   | Sverige deltog endast som jury                              |
| 1975 | Tyskland       | Marianne Rosenberg                | "Er gehört zu mir"                   | 264   | Björn Skifs – Michelangelo" (2:a)                           |
| 1974 | Storbritannien | Olivia Newton-John                | "Have Love, Will Travel"             | 277   | Lasse Berghagen – "Min kärlekssång till dig" (5:e)          |
| 1973 | Sverige        | Björn, Benny, Agnetha & Anni-Frid | "Ring ring (bara du slog en signal)" | 282   |                                                             |
| 1972 | Italien        | Marcella Bella                    | "Montagne verdi"                     | 306   | Lena Andersson – "Säg det med en sång" (4:e)                |
| 1971 | Italien        | Ricchi e Poveri                   | "Che sarà"                           | 296   | Family Four – "Heja mamma" (8:e)                            |
| 1970 | Irland         | Maxi, Dick and Twink              | "Things You Hear About Me"           | 245   | Sverige deltog endast som jury                              |
| 1969 | Spanien        | Salomé                            | "Amigos, Amigos"                     | 231   | Ann-Louise Hanson – "Svenska flicka" (3:e)                  |
| 1968 | Storbritannien | Cliff Richard                     | "Wonderful World"                    | 263   | Towa Carson – "Du vet var jag finns" (3:e)                  |

## Antal segrar
| Vinster | Land                       | År |
| ------- | -------------------------- | --- |
| 19      | Sverige                    | 1973, 1987, 1988, 1990, 1991, 1994, 1995, 1996, 2001, 2003, 2005, 2007, 2008, 2010, 2014, 2017, 2020, 2022, 2023 |
| 6       | Italien                    | 1971, 1972, 1997, 2015, 2018, 2024                                                                               |
| 5       | Storbritannien             | 1968, 1974, 1978, 1980, 1981                                                                                     |
| 4       | Norge                      | 1992, 1993, 2013, 2021                                                                                           |
| 4       | Spanien                    | 1969, 2002, 2004, 2012                                                                                           |
| 3       | Danmark                    | 1985, 1989, 2009                                                                                                 |
| 3       | Nederländerna              | 1982, 1986, 1998                                                                                                 |
| 3       | Tyskland                   | 1975, 1979, 1983                                                                                                 |
| 2       | Frankrike                  | 1977, 2019 |
| 1       | Slovenien                  | 2006 |
| 1       | Polen                      | 2016 |
| 1       | Finland                    | 2000 |
| 1       | Turkiet                    | 1999 |
| 1       | Irland                     | 1970 |
| 1       | Luxemburg                  | 1976 |
| 1       | Belgien                    | 1984 |
| 1       | Island (Rest of the World) | 2011 |

Karta som visar antal vinster per land.

Kursiv - Landet vann Second Chance Retro